# Chrysobatrachus cupreonitens
Chrysobatrachus cupreonitens es una especie de anfibios de la familia Hyperoliidae. Es monotípica del género Chrysobatrachus. Es endémica de República Democrática del Congo. Su hábitat natural incluye praderas tropicales o subtropicales a gran altitud y marismas intermitentes de agua dulce.